# لورا كليفورد بارني

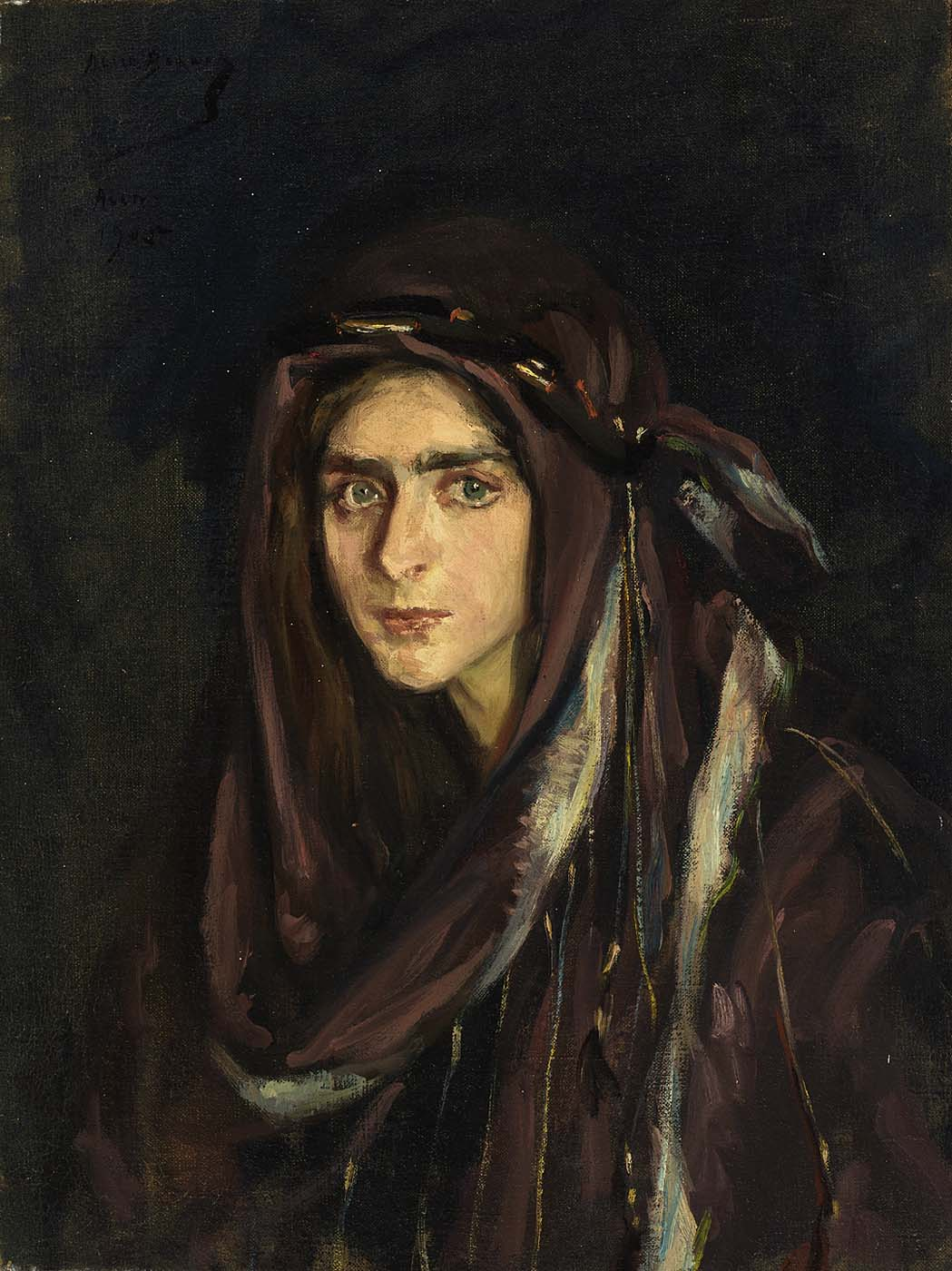
لورا في الزي العربي (1905) ، بواسطة أليس بايك بارني

لورَا دريفوس-بارني (الاسم عند الولادة: لورا كليفورد بارني، وتُعرف أيضًا باسم لورا أليس بارني؛ وُلدت في 30 نوفمبر 1879 في سينسيناتي، أوهايو – وتوفيت في 18 أغسطس 1974 في باريس، فرنسا) كانت نحاتة وواحدة من أبرز المعلمات والناشطات في الديانة البهائية في أمريكا، بالإضافة إلى كونها فاعلة خير.
كانت لورا ابنة ألبرت وأليس بايك بارني. كان والدها، ألبرت كليفورد بارني، ابنًا لِمُصَنِّع عربات السكك الحديدية وكان من أصل إنجليزي، بينما كانت والدتها أليس من أصول فرنسية وهولندية ويهودية ألمانية[بحاجة لمصدر]، وكانت فنانة بارزة اجتماعيًا من واشنطن العاصمة. تلقت لورا وشقيقتها الكبرى نتالي كليفورد بارني تعليمهما على يد مُدَرِّسِين خُصُوصِيِّين. أصبحت لورا واحدة من أبرز المعلمات والناشطات في الديانة البهائية في أمريكا، وهي معروفة بشكل خاص بجمعها نصوص الكتاب البهائي "من مفاوضات عبد البهاء" من خلال مقابلاتها مع عبد البهاء خلال زيارتها لِعَكَّا في فلسطين بين عامي 1904 و1906.

## الأنشطة

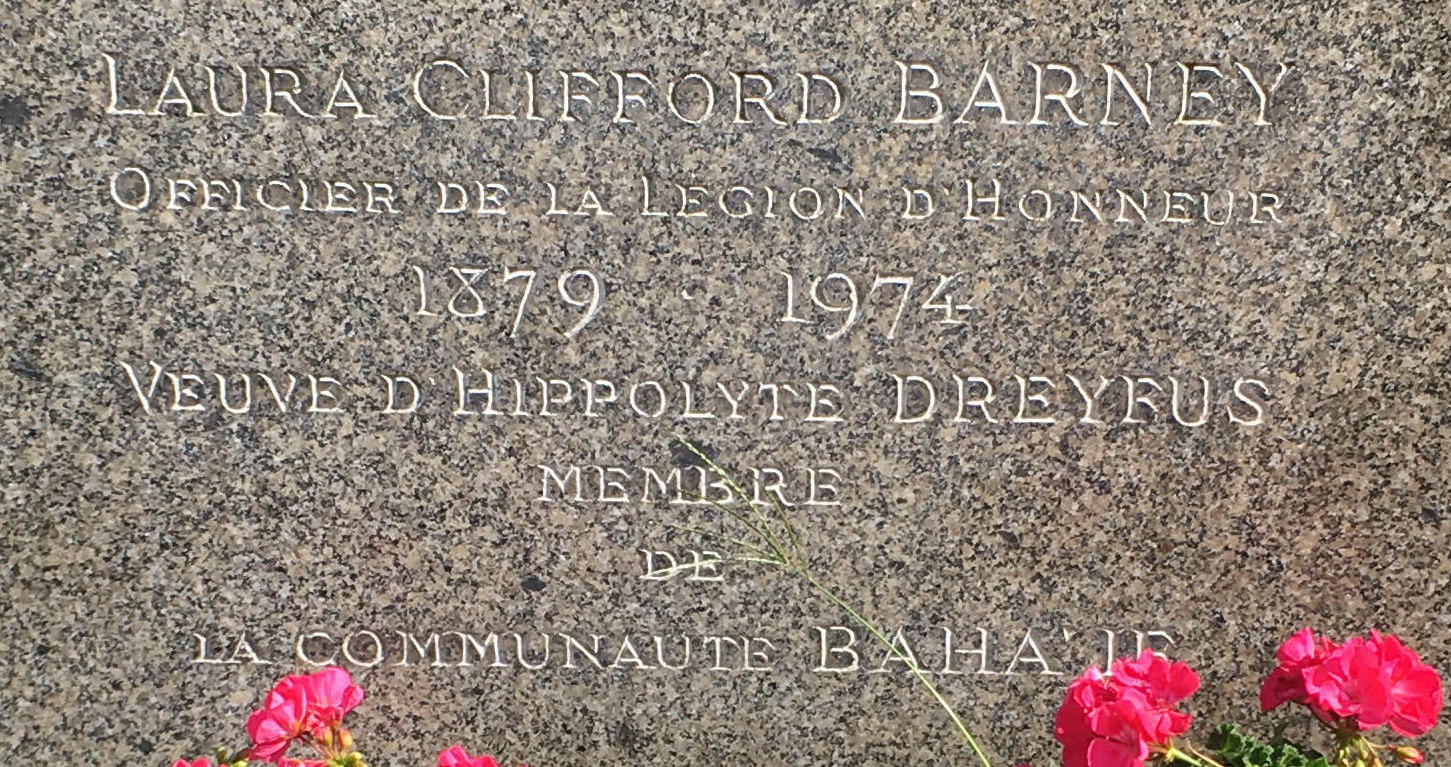
قبر لورا كليفورد بارني, مقبرة باسي, باريس

التحقَتْ لورا بمدرسة "لي روش" (Les Ruches)، وهي مدرسةٌ داخليّةٌ فرنسيّة أسّستها النّاشطة النّسويّة ماري سوفستر. وخِلالَ مُواصلَتها دراستَها في باريس، التقت لورا بـمي بولز (التي أصبحت لاحقًا تُعرف بـمي ماكسويل) ، وهي بَهَائِيّة كَنَدِيّة، فَاعتَنَقَت لورا الدّيانة البهائيّة حوالي عام 1900، ثمَّ ما لبثت أنْ أسلمت والدتُها بعد ذلك بوقتٍ قصير. وفي عام 1911، تزوّجت لورا من هيبوليت دريفوس (الذي أصبح اسمه بعد الزّواج: هيبوليت دريفوس-بارني).
قامت لورا بارني بتمويل زيارة العالِم البهائي الفارسي ميرزا أبو الفضل إلى الولايات المتحدة بين عامي 1901 و1904، وذلك بهدف نشر الدين هناك. كما ساعدت في نشر ترجمة كتابه "الحُجَج البهية".
في عام 1904، زارت لورا بارني حضرة عبد البهاء في عكّا، فلسطين، حيث مكثت هناك حوالي عامين، اكتسبت خلالهما معرفة عملية باللغة الفارسية، وأصبحت عضوًا فعّالًا في منزله. وخلال تلك الفترة، قامت بترتيب تسجيل إجابات عبد البهاء على أسئلتها والتي كانت تتمحور أساسًا حول الفلسفة واللاهوت المسيحي من قِبل كُتّابه. تعاونت لورا مع زوجها المستقبلي هيبوليت دريفوس في تحرير هذا العمل وترجمته،  وقد صدرت ترجمته الفرنسية بعنوان "دروس سان جان دَعكة" (Les leçons de Saint Jean d'Acre) عام 1909. وفي عامي 1905 و1906، زارت مع دريفوس كلًا من إيران، والقوقاز، وروسيا. وبعد زواجهما في أبريل من عام 1911، حيث اتخذا معًا اسم العائلة دريفوس-بارني، قاما بسفرات واسعة معًا حول العالم.
لعب كلٌّ من لورا بارني وهيبوليت دريفوس-بارني دورًا حيويًا في إنجاح زيارات عبد البهاء إلى الغرب. ورغم أن هيبوليت رافق عبد البهاء أكثر من لورا، وشارك في ترجمة العديد من خطاباته إلى الفرنسية، فإن العلاقة الشخصية الوثيقة التي جمعت كليهما به لا يُشك فيها.تميّزت لورا بدورها الفريد من خلال الرابط الخاص الذي نشأ بينها وبين عبد البهاء أثناء زياراتها إلى عكّا في شبابها، ولاحقًا عند استضافته في باريس. كما كانت لورا بارعة في اللغة الفارسية، وهو أمر نادر في ذلك الزمن بالنسبة لامرأة غير فارسية.استضافت لورا وزوجها عبد البهاء في أول زيارة له إلى باريس في سبتمبر عام 1911، كما رافقاه إلى لندن، حيث عملا كمترجمين له، وكانا يُعتبران من أقرب المقرّبين له.وفي زيارته التالية إلى الغرب والولايات المتحدة عام 1912، كانت لورا حاضرة مجددًا في نيويورك، ونيوجيرسي، وواشنطن العاصمة. وعند عودته إلى لندن، كان كلٌّ من لورا وهيبوليت بجانبه أيضًا. أما آخر زيارة لهما إلى عكّا لزيارة عبد البهاء فكانت عام 1921، وهو العام نفسه الذي توفي فيه عبد البهاء.
كانت دريفوس-بارني نشطة في المجلس الدولي للمرأة منذ عشرينيات القرن العشرين وحتى ستينياته، ومثلت المجلس في عصبة الأمم، ولاحقًا عملت على ربط منظمة الأمم المتحدة للطفولة (اليونيسف) بعد الحرب العالمية الثانية مع عدد من المنظمات غير الحكومية. وخلال هذه المسيرة، وفي الحرب العالمية الأولى، خدمت دريفوس-بارني في فيلق الإسعاف الأمريكي (1914–1915) ، ثم في الصليب الأحمر الأمريكي (1916–1918) في فرنسا، وساهمت في تأسيس أول مستشفى للأطفال في أفينيون عام 1918. تقديرًا لخدماتها طوال حياتها، منحتها الحكومة الفرنسية وسام جوقة الشرف بدرجة فارس (1925) ، ثم ضابط (1937). ويوجد نسخة من مذكراتها غير المنشورة في الأرشيف الوطني البهائي في فرنسا.

## ببليوغرافيا
- المجتمع الدولي ، مكتب الأمم المتحدة, التقرير المقدم إلى لجنة الأمم المتحدة والسياسات الإعلامية() نيويورك ، 21 تموز / يوليه 1988 (بمناسبة الاحتفال بالذكرى المئوية للمجلس الدولي للمرأة تكريما لذكرى لورا دريفوس-بارني).
- A. Fāżel Māzandarānī, Ẓohūr آل ḥaqq الثامن/2 ، طهران ، 132 B. E./1975. يو آر جياشيري ، "لورا كليفورد دريفوس بارني ، 1879-1974" في العالم 16، 1978 ، ص. 535–38.
- R. Meḥrāb-Ḵānī, Zendagī-e Mīrzā أبو Fażl Golpāyagānī, Langenhain, ألمانيا, 1988, p. 277. من كان في أمريكا، 1897-1942 الأول ، شيكاغو ، 1968 ، ص. 59.[12]

## قراءات إضافية
- Khademi، Mona (28 يوليو 2022). The Life of Laura Barney. Oxford, UK: George Ronald Publisher Limited. ISBN:9780853986522. OCLC:1370599647. مؤرشف من الأصل في 2023-03-09.
- Khademi، Mona (20 سبتمبر 2017). Life of Laura Clifford Dreyfus-Barney (video). Washington, DC: African and Middle East Division, Library of Congress. مؤرشف من الأصل في 2017-12-22.
- Khademi، Mona (2009). "A Glimpse into the Life of Laura Dreyfus-Barney". Lights of ʻIrfán: Papers Presented at the ʻIrfán Colloquia and Seminars. United States: 'Irfán Colloquia Baháʼí National Center. ج. X: 71–106. مؤرشف من الأصل في 2024-12-11.
- "Laura Clifford Barney-Dreyfus: a remembrance". Baháʼí News. ع. 568. يوليو 1978. ص. 4–6. مؤرشف من الأصل في 2023-11-01.

## الروابط الخارجية
- Works by or about Laura Clifford Barney at the Internet Archive
- Works by Laura Clifford Barney at LibriVox (public domain audiobooks)

كانت لورا دريفوس بارني نحاتة ، انظر متحف سميثسونيان للفنون الأمريكية https://americanart.si.edu/artist/laura-dreyfus-barney-248